# Çıldıran
Çıldıran (armeniska: Ch’ldran, Չլդրան, azerbajdzjanska: Çldran) är en ort i Azerbajdzjan.   Den ligger i distriktet Kəlbəcər Rayonu, i den centrala delen av landet, 280 km väster om huvudstaden Baku. Çıldıran ligger 1 103 meter över havet och antalet invånare är 467.
Terrängen runt Çıldıran är kuperad. Närmaste större samhälle är Martakert, 19,4 km nordost om Çıldıran. 
I omgivningarna runt Çıldıran växer i huvudsak lövfällande lövskog. Runt Çıldıran är det ganska glesbefolkat, med 32 invånare per kvadratkilometer.